# Мирсад Туркџан
Мирсад Туркџан (тур. Mirsad Türkcan), право име Мирсад Јаховић, (7. јун 1976. у Новом Пазару) је бивши турски кошаркаш бошњачког порекла. Јаховић је узео турско презиме Туркџан када се преселио у Турску да игра кошарку. У исто време, добио је турско држављанство и од тад је репрезентативац Турске. 
Старији је брат певачице Емине Јаховић. 18. децембра 2005. венчао се са осамнаестогодишњом Дином Џанковић, која је била мис Србије и Црне Горе за 2005.

## Каријера
Мирсад Туркџан је професионалну каријеру почео у истанбулском Ефес пилсену 1994, да би 1998. прешао у Хјустон рокетсе. Због локаута у НБА 1998, Туркџан се у децембру 1998. вратио у Ефес пилсен и играо само у евролигашким утакмицама. Јануара 1999, Хјустон рокетси су га послали у Филаделфија севентисискерсе. Априла 1999, Туркџан је потписао за Њујорк никсе. У Њујорк никсима је играо до фебруара 2000. када је потписао за Милвоки баксе. У сезони 2000/01. вратио се у Европу, најпре у Ефес пилсен, а затим у Париз баскет Расинг. У сезони 2002/02. наступао је за московски ЦСКА, а у следећој за италијански Монтепаски. Године 2004. се вратио у ЦСКА, а 2005. је краткотрајно играо за Динамо, пре него што је прешао у Улкер. Године 2006. стигао је у Фенербахче где је остао до краја каријере.